# Иллюзион (кинотеатр, Москва)
«Иллюзио́н» — специализированный архивный кинотеатр Госфильмофонда России в Москве. Расположен в одной из знаменитых сталинских высоток по адресу Котельническая набережная, дом 1/15. Открылся 18 марта 1966 года на месте бывшего кинотеатра «Знамя» специально для демонстрации фильмов из коллекции Госфильмофонда СССР — одного из крупнейших киноархивов в мире.

## История

### Советское время
«Иллюзион» расположен в третьей по высоте сталинской высотке (после МГУ и гостиницы «Украина»), построенной в две очереди: с 1938 по 1940 и с 1948 по 1952 год по проекту архитекторов Дмитрия Чечулина и Андрея Ростковского. Здание является ярким примером советского неоклассицизма, состоит из нескольких корпусов, высота многоступенчатой башни в центральной части — 176 м.
12 ноября 1965 года на основании Приказа № 428 Госкино СССР было решено создать в столице специальную площадку для широкого показа произведений советского и зарубежного кинематографа из богатой коллекции Госфильмофонда. Инициатором её создания выступил директор киноархива Виктор Привато.
Предлагалось несколько вариантов названия будущего кинотеатра: «Волшебный фонарь», «В мире кинолент», «Фототека». В итоге, 18 марта 1966 года в бывшем помещении кинотеатра «Знамя» открылся для зрителей кинотеатр «Иллюзион». Фильмом-премьерой стал «Броненосец „Потемкин“» Сергея Эйзенштейна, вторым — «Огни большого города» Чарли Чаплина.
Место кинотеатра было выбрано не случайно: в знаменитом высотном здании в самом центре Москвы проживали как сотрудники НКВД и партийная элита, так и многие советские деятели науки и искусства: актрисы Фаина Раневская, Клара Лучко, Лидия Смирнова, Нонна Мордюкова, поэт Александр Твардовский, балерина Галина Уланова, дрессировщица Ирина Бугримова, композитор Никита Богословский. Многие кинематографисты, жившие в высотке на Котельнической набережной, активно поддерживали создание кинотеатра, регулярно посещали его показы и защищали во времена запретов и ужесточения цензуры.
Благодаря регулярным показам зарубежной классики и творческой атмосфере «Иллюзион» стал «глотком свободы» для советского зрителя. Так как статус «ретроспективного просмотра» архивных кинолент смягчал цензурные ограничения, здесь можно было посмотреть фильмы, которые были недоступны для других кинотеатров.
За всю историю кинотеатра здесь выступали известные режиссёры и актеры со всего мира: Акира Куросава, Сидни Поллак, Джузеппе де Сантис, Жанна Моро, Жерар Депардьё, Джульетта Мазина, Хуан Антонио Бардем, Луис Берланга, Радж Капур и многие другие.

### Современность

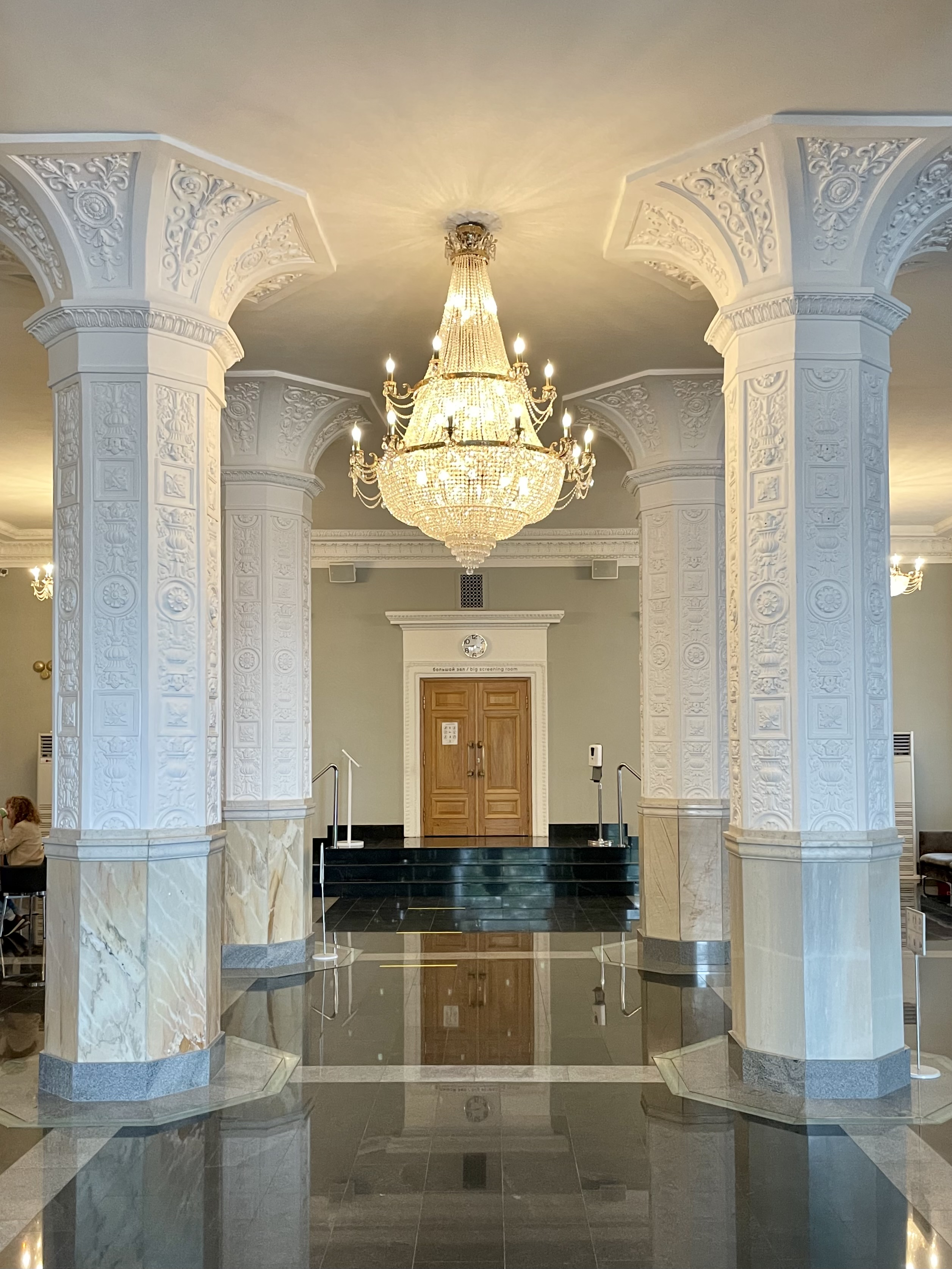
Фойе кинотеатра

В 2004 году «Иллюзион» реконструировали в соответствии с современными требованиями по звуку и свету. Количество мест в зале уменьшили с 369 до 217, однако сохранили старые интерьеры. В 2011 году в кинотеатре случился пожар, а в июне 2012 года «Иллюзион» был полностью закрыт на ремонт и открылся вновь через два года с возможностью показа видео по технологии 3D, цифровых видеодисков blu-ray, DCP и системой звуковоспроизведения по технологии Dolby Surround EX.
Несмотря на несколько ремонтов и переоборудование кинозала, помещение «Иллюзиона» сохранило прежние элементы декора сталинской эпохи: парадные люстры в стиле ар-деко, массивные бронзовые светильники и лепнину на стенах, высокие потолки и резные колонны.
В 2016 году «Иллюзион» отметил полувековой юбилей. В апреле этого же года кинотеатр был награждён Почётным знаком «За активную работу по патриотическому воспитанию граждан Российской Федерации».

## Деятельность

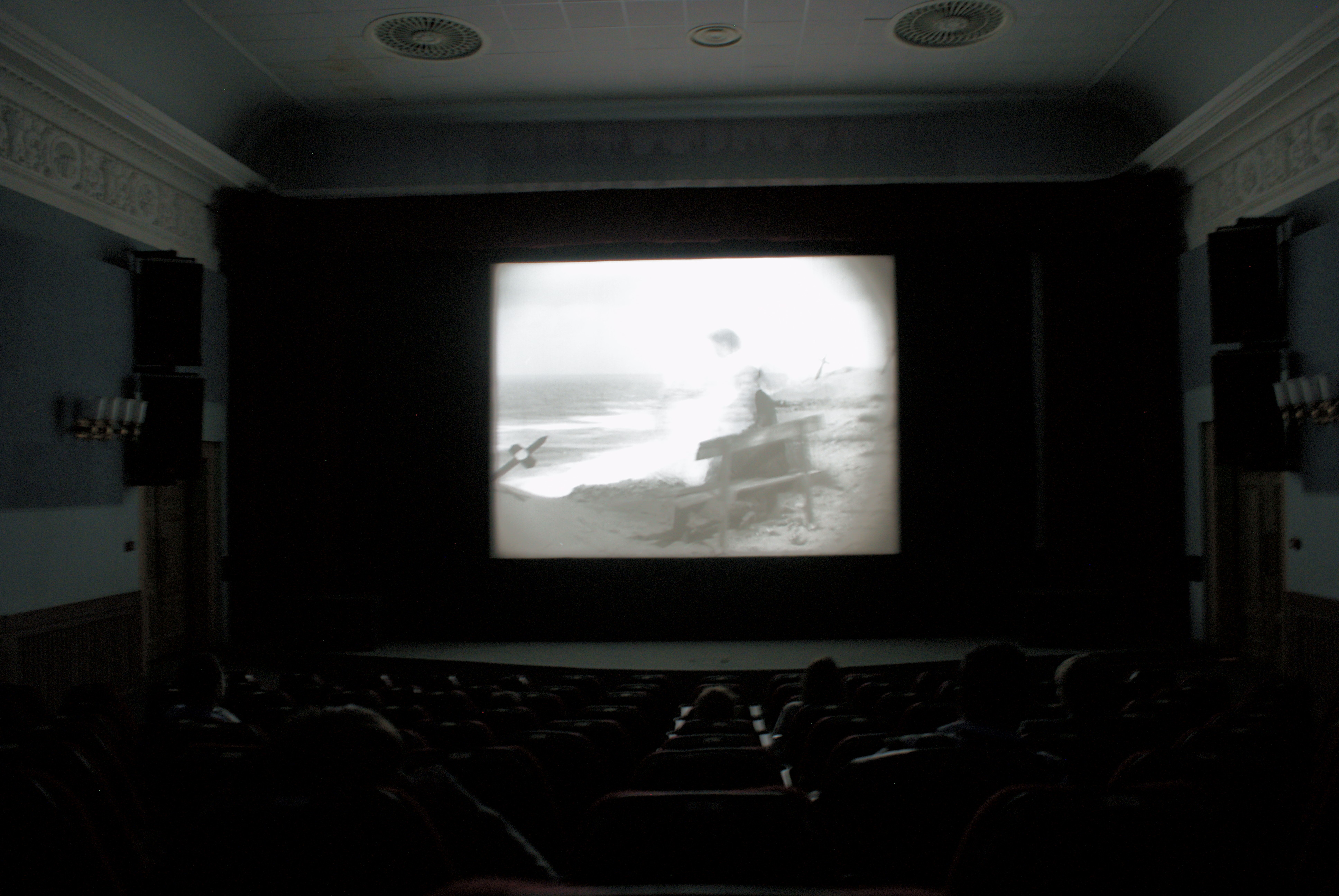
в зале на кинопоказе «Носферату. Симфония ужаса»

«Иллюзион» на протяжении своего существования занимался популяризацией шедевров мирового кинематографа, которые составляли основу его репертуара. При этом многие зарубежные фильмы из коллекции Госфильмофонда были недоступны для показа в других кинотеатрах.
В кинотеатре регулярно проводились ретроспективы зарубежного кино — итальянского, польского, американского. Как правило, один фильм показывали целый день. Первый сеанс начинался в 11:30, последний — в 21:30. В 1970-е при «Иллюзионе» был организован киноуниверситет, представляющий собой трехгодичные курсы по истории кино. Образовательные программы продолжались вплоть до 1991 года.
С начала XXI века помимо показов мировой киноклассики в «Иллюзионе» проходят лекции, тематические вечера, творческие встречи, фестивали, киновыставки, издается справочная литература, а научные сотрудники проводят консультации по вопросам кино. В фойе кинотеатра выставлялись фотоматериалы и костюмы из мастерских «Мосфильма».
В 2015 году в рамках специального проекта Министерства культуры РФ «Иллюзион» стал первым кинотеатром Москвы, в котором прошли благотворительные показы кинолент со специальными комментариями для людей с ограниченными возможностями зрения и слуха. В декабре 2016 года кинотеатр принял XVI Форум национальных кинематографий.
С 2017 года в «Иллюзионе» каждую субботу проходит программа «Шедевры немого кино в сопровождении тапера». В 2017 году в кинотеатре состоялся фестиваль советских стереофильмов 1940—1980-х годов, восстановленных Госфильмофондом. Зрители увидели отечественные картины с использованием технологий-предшественников 3D формата.

## Руководство
- 1970—1982 — Зинаида Григорьевна Шатина[24]
- 1998—2001 — Николай Михайлович Бородачёв
- 2019—2024 — Михаил Александрович Смирнов